# Forêt rare de la Rivière-Owen
La forêt rare de la Rivière-Owen est un écosystème forestier exceptionnel du Québec (Canada) situé à Dégelis. Elle protège une frênaie noire et à orme d'Amérique. Elle est considérée exceptionnelle en particulier pour la présence d'ormes d'Amérique, rare au Bas-Saint-Laurent et en Gaspésie.

## Toponymie
Le nom de la forêt rare provient de la rivière Owen, qui coule à proximité.

## Géographie
La forêt rare de la Rivière-Owen est située à 14 km au nord-est de Dégelis, à proximité de la rivière Owen. Elle a une superficie de 55 ha.
Elle est située dans une plaine alluviale qui connait des inondations saisonnières. Le sol est composé d'alluvion de texture sableuse d'origine fluviatile ou fluvioglaciaire. La position de la plaine au fond d'une vallée la protège des températures extrêmes.

## Flore
La forêt rare de la Rivière-Owen est une forêt comprenant principalement de frêne noir (un feuillu de la famille de l’olivier, qui atteint de 15 à 20 m de hauteur et de 30 à 50 cm de diamètre). Ces derniers sont relativement fréquents au sud du Québec. Ils sont présents dans cette forêt grâce à leurs résistances aux inondations saisonnières qui éliminent la compétition. Les plus vieux frênes atteignent l'âge de 135 ans. 
On y retrouve en sous-étage une population assez abondante d'orme d'Amérique. Ils sont cependant éliminés de la strate arborescente supérieure par la maladie hollandaise de l'orme. Les arbres meurent généralement avant d'avoir une hauteur et un diamètre important. La présence d'orme est considérée exceptionnelle au Bas-Saint-Laurent et en Gaspésie.
Outre ces deux arbres, on y rencontre aussi le thuya occidental, l'épinette blanche, le bouleau à papier et le sapin baumier. Quant à la strate arbustive, on y rencontre le noisetier à long bec, l'érable à épis et le cerisier de Virginie.